# Ciuprînivka, Lîpoveț
Ciuprînivka (în ucraineană Чупринівка) este un sat în comuna Kosteantînivka din raionul Lîpoveț, regiunea Vinnița, Ucraina. Are 146 locuitori, preponderent ucraineni.

## Demografie
Componența lingvistică a localității Ciuprînivka
     Ucraineană (100%)
Conform recensământului din 2001, toată populația localității Ciuprînivka era vorbitoare de ucraineană (100%).